# Arthur Pugh
Arthur Pugh (* 19. Januar 1870 in Ross-on-Wye; † 2. August 1955) war ein britischer Gewerkschafter.

## Leben und Tätigkeit
Nach dem Schulbesuch und einer kurzzeitigen Ausbildung bei einem Landwirt begann Pugh in der Stahlindustrie zu arbeiten. Er begann sich früh in der Gewerkschaft der britischen Stahlschmelzer (British Steel Scmelters' Amalgamated Association) zu engagieren, in der er schließlich 1890 als Local Secretary hauptberuflicher Funktionär wurde: 1901 zog er nach Fordingham in Lincolnshire, wo er 1906 erster Hilfssekretär und dann Büroleiter der Gewerkschaft der Stahlschmelzer wurde (bis 1917).
1917 war Pugh maßgeblich an der Gründung der Konföderation für Eisen- und Stahlhandel (Iron and Steel trades Confederation, ISTC) beteiligt, zu deren ersten Generalsekretär er ernannt wurde. Diesen Posten bekleidete er achtzehn Jahre lang bis 1935.
Während des Großen Generalstreiks der britischen Arbeiter von 1926 amtierte Pugh als Präsident des Kongresses der Gewerkschaften (Trade Union Congress) und verhandelte in dieser Eigenschaft mit der Regierung über die Beilegung des Streikes. Er gehörte dem Gewerkschaftskongress von 1920 bis 1936 an.
Daneben war Pugh Mitglied des Wirtschaftsberatungskomitees des Völkerbundes (economic consultative committee) sowie des Aufsichtsrates der Zeitung Daily Herald.

## Schriften
- Wage Fixing, 1929.
- Men of Steel, by one of them. A Chronicle of Eightyeight Years of Trade Unionism in the British Iron and Steel Industry, London 1951.